# Ме (река)
Ме (фр. Meu) је река у Француској. Дуга је 84 km. Улива се у Вилен. 